# Гибелна красота
Гибелна красота (на испански: Bella Calamidades) е испаноезична теленовела създадена през 2009 - 2010 г. от Телемундо и RTI Colombia в Колумбия. Римейк е на колумбийските теленовели „Lola calamidades“ (1988) и „Dulce ave negra“ (1993). Излъчва се в периода от 24 февруари 2010 до 28 юли 2010 по канал Telemundo.

## Сюжет
Това е историята на Лола Кареро – девойка преследвана от нещастието, което после я превръща в красива и богата жена. Останала без родители от съвсем малка, тя живее в дома на тираничната си леля. След години тя напуска леля си и се връща в родния си край. Тя е невзрачна девойка, чиито единствен проблем е лошия късмет, от който страда не само тя, а и всички около нея. Живее далече от всички, скрита в гробището, защото е сигурна, че носи лош късмет. Тъй като се разхожда нощем из гробището, а денем се крие, всички я мислят за призрак. Има хора които дори организират протести срещу нея, за да я изгонят от селото. Но въпреки всичко, Марсело Мачадо открива красотата ѝ отвъд всичките ѝ недостатъци и между двамата се появява една истинска любов.

## Актьорски състав
- Дана Гарсия – Долорес Кареро Бараса „Лола“
- Сегундо Сернадас – Марсело Мачадо Кардона/Асдрубал Мачадо
- Густаво Ангарита – Акилес Бараса
- Кати Барбери – Силвана Барбоса де Кардона
- Адриана Кампос – Присила Кардона Барбоса
- Мария Елена Дьоринг – Лоренса де Мачадо
- Диана Кихано – Рехина де Галеано
- Тиберио Крус – Роман Галеано/Мануел Росендо Галеано
- Пабло Асар – Ренато Галеано
- Джонатан Ислас – Рикардо Галеано
- Сантяго Гомес – Рене Галеано
- Алехандра Миранда – Марта Кареро
- Гари Фореро – Фабиан Фонсело
- Химена Дуке – Анхелина
- Родолфо Валдес – Начо Мендоза
- Клаудия Росио Мора – Хуана Паломино
- Даниела Тапия – Николаса Фрагосо
- Педро Рода – Пабло Авила
- Клаудия Росио Мора – Хуана Паломино
- Росмари Бооркес – Виргиния Видал
- Мими Моралес – Есперанса Капуро
- Мария Маргарита Гиралдо – Агапита
- Рей Васкес – Теодоро
- Рикардо Салдариага – Отец Каятано
- Тирза Пачеко – Кустодия
- Вилма Вера – Панфила
- Луис Фернандо Бооркес – Самуел
- Джосеп Абадия – Овидио
- Ерберт Кинг – Елиас Ромеро
- Лина Рестрепо – Фелиса
- Дидиер ван дер Хове – Хавиер
- Иля Росендал – Руди Уолпол

## Версии
- Колумбийската теленовела Lola Calamidades е оригиналната история, създадена от Хулио Хименес, продуцирана през 1987 г. от R.T.I., с участието на Норида Родригес и Хосе Луис Паняга. Върху същата история се базират следните адаптации:
- Lola Calamidades, еквадорска теленовела от 1992 г., с участието на Франсиско Теран и Кристина Родас.
- Dulce ave negra, колумбийска теленовела от 1993 г., продуцирана от RTI Producciones, с участието на Марсела Гайего и Фернандо Айенде.
- Мое мило проклятие, мексиканска теленовела от 2017 г., продуцирана от Игнасио Сада Мадеро за Телевиса, с участието на Рената Нотни и Пабло Лиле.

## В България
В България теленовелата започва излъчване на 8 март 2010 г. по bTV и завършва на 28 септември. Ролите се озвучават от Лидия Вълкова, Вилма Карталска, Добрин Стоянов и Александър Митрев.